# Епархия Филадельфии Аравийской

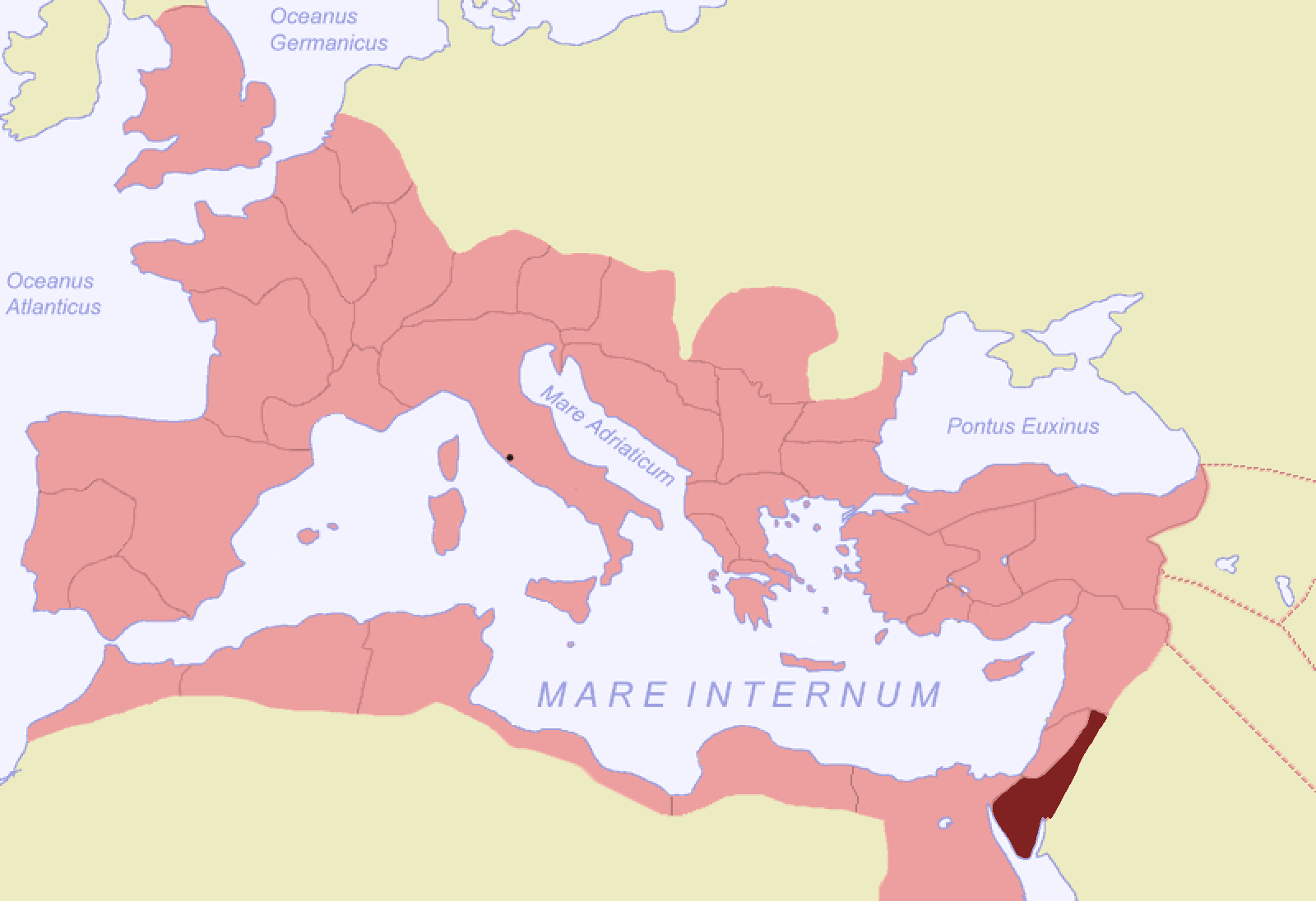
Аравия Петрейская

Епархия Филадельфии Аравийской (лат. Dioecesis Nilopolitana) — титулярная епархия Римско-Католической церкви.

## История
Город Филадельфия, который сегодня является столицей Иордании Амманом, находился в римской провинции Аравия Петрейская и являлся местом античной христианской одноимённой епархии. Епархия Филадельфии Аравийской входила в состав митрополии Босры восточного Антиохийского патриархата.
Церковные античные историки часто путали епархию Филадельфии Аравийской с епархией Филадельфии Лидийской. Французский церковный историк Lequien упоминает имена трёх епископов Филадельфии Аравийской. Епископ Цирион участвовал в Первом Никейском Соборе 325 года, епископ Евлогий упоминается среди отцов Халкидонского Собора 451 года и епископ Иоанн, живший во времена Римского папы Мартина I.
В настоящее время титулярная епархия вакантна с 1995 года.

## Восточные епископы
- епископ Кирион (упоминается в 325 году);
- епископ Евлогий (упоминается в 451 году);
- епископ Иоанн ((упоминается в 650 году).

## Титулярные епископы
- епископ Гвидо (1314 — ?)
- епископ Николай (? — 21.04.1367), назначен епископом Шкодера;
- епископ Анри Потен O.Carm.[2] (11.12.1480 — ?);
- епископ Гульельмо ди Габаррарио O.Carm. (18.04.1488 — ?);
- епископ Раймондо де Фабро;
- епископ Фабиан Вайкман (1514 — 29.11.1526);
- епископ Антон Браун (4.05.1530 — 13.08.1540);
- епископ Томас Свиллингтон O.E.S.A. (12.07.1532 — ?);
- епископ Кристофоро Мадзукка C.R.S.A. (20.04.1534 — ?);
- епископ Бернард Йордан O.E.S.A. (14.04.1535 — ?);
- епископ Джероламо ди Торо O.E.S.A. (23.07.1539 -?);
- епископ Леонгард Халлер (5.11.1540 — 25.03.1570);
- епископ Филиппе Муснер (15.06.1545 — ?);
- Benoit Cabater, O.Carm. † (26 novembre 1548 — ?)
- епископ Жак Монтрашер O.F.M. (? — 9.08.1552);
- епископ Вольфганг Холл (23.08.1570 — 4.09.1589);
- епископ Антонио Мария Саули (27.11.1585 — декабрь 1586), назначен архиепископом Генуи;
- епископ Лоренц Эйсепф (22.01.1590 — 17.03.1601);
- епископ Асканио Паризи (2.08.1599 — 24.04.1600), назначен епископом Марсико-Нуово;
- епископ Беньямин де Бришанто (23.06.1608 — 28.03.1612), назначен епископом Лаона;
- епископ Франсуа де ла Валет Корнюссон (8.01.1618 — 2.08.1622), назначен епископом Вабра;
- епископ Пьер Камелен (21.06.1621 — 12.06.1637), назначен епископом Фрежюса;
- епископ Осташ де Шери (26.09.1633 — 17.06.1643), назначен епископом Невера;
- епископ Туссен де Форбен-Жансон (5.07.1655 — 14.05.1664), назначен епископом Диня;
- епископ Доминик де Линь (13.01.1659 — 16.05.1659), назначен епископом Мо;
- епископ Даниэле Дельфино (2.02.1659 — 8.02.1689);
- епископ Леонардо Бальсарини (14.05.1668 — 1686), назначен епископом Хиоса;
- епископ Франсуа-Жозе де Граммон (18.03.1686 — 7.09.1698), назначен архиепископом Безансона;
- епископ Жкрард де Вера (апрель 1698 — ?);
- епископ Адам Францишек Ксаверий Ростковский (10.05.1700 — 5.03.1738);
- епископ Алессандро дельи Аббати (15.12.1728 — 21.05.1731), назначен епископом Витербо;
- епископ Петрус Францискус Гюго (11.04.1736 — 17.09.1754);
- епископ Инноченцо Сансеверино (3.01.1757 — 10.07.1762);
- епископ Шарль Антуан де Гради (22.11.1763 — 9.07.1767);
- епископ Антонио Мария Колонна O.S.B. (17.07.1775 — 17.03.1793);
- епископ Даниэль Мёрфи (16.12.1845 — 8.03.1866), назначен епископом Хобарта;
- епископ Луиджи Джордано (6.03.1871 — 22.06.1877), назначен архиепископом Феррары;
- епископ Доменико Гаспаре Ланчиа ди Броло O.S.B. (28.03.1878 — 24.03.1884), назначен архиепископом Монреаля[3];
- епископ Генрик Хосе Рид де Сильва Henrique (17.03.1884 — 14.03.1887), назначен епископом Мадраса[4][5];
- епископ Джованни Баттиста Ассманн (1.06.1888 — 27.05.1903)[5];
- епископ Аристиде Каллавари (18.08.1903 — 13.03.1904), назначен патриархом Венеции;
- епископ Мишеле Фонтевекья (19.04.1952 — 16.01.1959);
- епископ Юлиан Гроблицкий (25.05.1960 — 4.05.1995).